# Jon Rahm-Rodriguez
Jon Rahm Rodríguez (Barrika, 10 november 1994) is een Spaanse golfprofessional die uitkwam op de PGA Tour en momenteel speelt op de LIV Golf Tour.
Als amateur vestigde Rahm een record door 60 weken op rij de nummer 1 speler op de World Amateur Golf Ranking te zijn. In zijn profcarrière bereikte hij ook de nummer één van de wereld op de Official World Golf Ranking nadat hij in juli 2020 het Memorial Tournament op de PGA Tour wist te winnen.
In juni 2021 werd Rahm de eerste Spaanse golfer die het US Open won, en in 2023 won hij met de Masters zijn tweede majortitel. Op 7 december 2023 kondigde Rahm aan dat hij niet langer lid zou blijven bij de PGA Tour, maar zich aansloot bij de LIV Golf Tour.

## Amateur
Rahm werd geboren in Barrika, een stad in de provincie Biskaje. Als amateur vertegenwoordigde hij Spanje op verschillende niveaus en maakte hij deel uit van de Spaanse teams die het Europees kampioenschap voor junioren in 2011 en het Europees kampioenschap voor amateurs in 2014 wonnen.
Na zijn middelbare school vertrok Rahm naar de Verenigde Staten, waar hij met een studiebeurs ging golfen voor Arizona State University. Tijdens zijn studietijd won hij 11 universiteitstoernooien, waarmee hij na Phil Mickelson de meeste overwinningen van de school behaalde. Zowel in 2015 als 2016 won Rahm de Ben Hogan Award voor beste universiteitsgolfer, en was daarmee de eerste speler die de trofee tweemaal won.
In 2015 nam hij als amateur deel aan de Phoenix Open, waar hij eindigde op een gedeelde vijfde plaats. Op 1 april 2015 werd Rahm de 28e speler die de nummer 1-positie innam op de World Amateur Golf Ranking. Zijn eerste positie was voor 25 opeenvolgende weken, waarna hij deze opgaf, heroverde en voor nog eens 35 weken vasthield. Zijn totaal van 60 weken bovenaan de ranglijst is een huidig record.
In 2015 won hij de Mark H. McCormack Medal als de nummer één speler in de World Amateur Golf Ranking. Hiermee kwalificeerde hij zich voor het US Open en The Open Championship van 2016. Op de US Open was Rahm met een 23e plaats in de eindstand de laagste genoteerde amateurspeler.

## Professional

### 2016
Na de US Open van 2016 werd Rahm professional, wat betekende dat hij zijn vrijstelling voor The Open Championship opgaf. De week erna speelde Rahm in zijn eerste evenement als prof in het Quicken Loans National. Hij deelde de leiding in de eerste twee rondes en eindigde op een gedeelde derde plaats, vier slagen achter de winnaar Billy Hurley III. Met deze eindscore mocht Rahm alsnog meedoen aan The Open. Op het RBC Canadian Open eindigde hij op een gedeelde tweede plaats en verzekerde hij zich van de status als tijdelijk lid om de rest van het seizoen in 2016 uit te spelen. Aan het einde van het seizoen behaalde hij genoeg punten om een PGA Tour-kaart voor 2017 te verdienen.

### 2017
Eind januari 2017 won Rahm met het Farmers Insurance Open meteen zijn eerste PGA Tour-titel. Door de overwinning steeg hij van de 137e naar de 46e plaats op de Official World Golf Ranking. Door op het World Golf Championship-toernooi, de WGC-Dell Technologies Match Play, als tweede te eindigen achter Dustin Johnson steeg hij zelfs naar de 14e plaats op de wereldranglijst. Rahm eindigde op een gedeelde 27e plaats in zijn eerste Masters en werd daarna 4e in het Wells Fargo Championship en tweede in het Dean & DeLuca Invitational. Deze resultaten brachten hem in de top 10 van de World Rankings.
Bij zijn debuut op een Europese PGA Tour-evenement eindigde hij op een gedeelde 10e plaats tijdens het Open de France, en de week erna behaalde hij zijn eerste Europese PGA Tour-titel door het Dubai Duty Free Irish Open met zes slagen te winnen. Rahm eindigde het reguliere seizoen op de zesde plaats in het FedEx Cup-klassement, waarna hij top-10 finishes behaalde in alle vier de playoff-toernooien en als vijfde eindigde in het eindklassement.
Rahm won aan het einde van 2017 het DP World Tour Championship in Dubai, het slotevenement van het seizoen 2017 van de Europese PGA Tour. Hij werd uitgeroepen tot Rookie van het Jaar van de Europese Tour, al gaven sommige collega-profs van de Europese Tour, zoals Richard Bland, aan dat de prijs naar een meer toegewijd lid van de Tour had moeten gaan aangezien Rahm slechts vier reguliere Europese PGA Tour-evenementen had meegespeeld.

### 2018
Begin 2018 won Rahm de CareerBuilder Challenge na play-off voor de tweede PGA Tour-overwinning uit zijn carrière. Door de overwinning steeg Rahm naar de 2e plaats op de wereldranglijst, een hoogtepunt in zijn carrière. Met zijn resultaten - vier overwinningen in slechts 38 professionele starts - behaalde Rahm een record dat alleen Tiger Woods in de afgelopen 30 jaar beter had gedaan.
In april 2018 won Rahm het Open de España op de Europese PGA Tour, en hij kwalificeerde zich daarmee voor het Europese team dat deelnam aan de Ryder Cup in 2018. Het Europese team met Rahm won de Ryder Cup en versloeg de VS met 17,5 tegen 10,5 op Le Golf National in Frankrijk.
Als afsluiter van het jaar won Rahm op 2 december 2018 het Hero World Challenge-toernooi op de Bahama's.

### 2019
Op 28 april 2019 won Rahm de Zurich Classic of New Orleans op de PGA Tour met partner Ryan Palmer, en twee maanden later werd hij gedeeld 3e op het U.S. Open. Verder won hij op de Europese Tour ook nog voor de tweede maal het Dubai Duty Free Irish Open juli 2019 en verdedigde hij in oktober 2019 zijn titel op de Open de España. Op 24 november 2019 won Rahm de Race to Dubai-titel op de European Tour met zijn tweede overwinning op het DP World Tour Championship in Dubai. Hij werd aan het einde van dit seizoen ook bekroond tot European Tour Golfer of the Year.

### 2020
Op 19 juli 2020 won Rahm het Memorial Tournament, waardoor hij voor het eerst nummer één werd op de Official World Golf Ranking. Hij was de tweede Spanjaard na Seve Ballesteros die nummer één van de wereld werd. Zijn heerschappij als nummer één duurde twee weken, totdat Justin Thomas hem inhaalde met een overwinning op het WGC-FedEx St. Jude Invitational.
Op 30 augustus 2020 won Rahm het BMW Championship, het tweede toernooi van de FedEx Cup-playoffs.

### 2021: Eerste majorzege
Op 20 juni 2021 werd Jon Rahm op Torrey Pines de eerste Spaanse golfer die US Open wist te winnen. Hij droeg zijn overwinning op aan de overleden Spaanse golflegende Seve Ballesteros.
In juli, nadat hij gedeeld derde was geworden op The Open Championship, bereidde Rahm zich voor op een reis naar Tokio voor het golftoernooi van de Olympische Zomerspelen. Tijdens zijn laatste COVID-19 test voor vertrek testte Rahm positief, waardoor hij zich moest terugtrekken uit het evenement. Jorge Campillo verving Rahm op het Olympisch toernooi voor het Spaanse team.
Voor zijn prestaties op de PGA Tour in 2021 won Rahm de PGA Player of the Year Award. In september 2021 speelde Rahm voor de tweede keer mee op de Ryder Cup, waar hij met het Europese team verloor van de Verenigde Staten.

### 2022
Rahm begon het seizoen 2022 met het Sentry Tournament of Champions in het Kapalua Resort op Hawaï. Hij eindigde het toernooi met een score van 33 onder par, waarmee hij het PGA Tour-record van 31 onder par verbroken had. Toch was dit record niet voldoende voor de overwinning, want niet veel later verbeterde Cameron Smith dit record met 34 onder par om de titel te pakken.
Op 1 mei won Rahm het Mexico Open voor zijn zevende PGA Tour-overwinning uit zijn carrière. In oktober won Rahm het Acciona Open de España met een 62-finish en zes slagen voorsprong op Matthieu Pavon. Het was zijn derde Open de España titel, waarmee hij het record van Seve Ballesteros evenaarde. In november won Rahm het seizoen afsluitende DP World Tour Championship van de European Tour, wat zijn negende Europese PGA Tour-overwinning werd en zijn vijfde Rolex Series-overwinning.

### 2023: Zege op het Masters Tournament
In tegenstelling tot het jaar ervoor wist Rahm in 2023 wel het Sentry Tournament of Champions te winnen. Twee weken later won hij ook The American Express met 27-onder-par. Vier weken later won Rahm het Genesis Invitational, waarmee hij de eerste plaats op de wereldranglijst terug wist te winnen. Het was daarnaast Rahm's vijfde wereldwijde overwinning in negen starts.
Op 9 april won Rahm het Masters Tournament en zijn tweede majortitel. Rahm werd de vierde golfer uit Spanje die het Masters Tournament won en de eerste golfer uit Europa die zowel de Masters als de US Open gewonnen heeft.
Op The Open Championship in juli schoot Rahm met een ronde van 63 de laagste score ooit op Royal Liverpool.
Rahm kwalificeerde zich in september 2023 voor de derde keer voor het Europese team van de Ryder Cup. In Rome wist hij met het team de Verenigde Staten met 16,5-11,5 te verslaan voor zijn tweede Ryder Cup-titel.

#### Overstap naar LIV Golf Tour
In februari 2022, te midden van discussies over de oprichting van een door Saoedi-Arabië gesteunde professionele golfcompetitie, zei Rahm: "Ik wilde dit moment aangrijpen om te zeggen dat dit mijn officiële, mijn enige moment is om hierover te praten, waarop ik officieel mijn trouw aan de PGA Tour verklaar." In juni van dat jaar, na de oprichting van de LIV Golf Tour, zei Rahm: "Om eerlijk te zijn, een deel van het (LIV) format spreekt me niet echt aan. Drie dagen shotgun zonder cut is voor mij geen golftoernooi. Zo simpel is het". Rahm zei ook dat $400 miljoen zijn leven niet zou veranderen en dat hij speelde om de geschiedenisboeken in te gaan. In augustus 2023 zei Rahm op de Spaanstalige Golf Sin Etiquetas-podcast: "Ik lach als mensen me in verband brengen met LIV Golf. Ik heb nooit van het format gehouden."
Op 7 december 2023 kondigde Rahm aan dat hij zich toch had aangesloten bij LIV Golf, wat voor veel hoongelach zorgde door zijn uitspraken in het verleden. De PGA Tour besloot hierop om Rahm te schorsen van deelname aan PGA Tour-toernooien.

## Gewonnen toernooien

### PGA Tour
- Farmers Insurance Open (2017)
- CareerBuilder Challenge/The American Express (2018, 2023)
- Zurich Classic of New Orleans - met Ryan Palmer (2019)
- Memorial Tournament (2020)
- BMW Championship (2020)
- US Open (2021)
- Mexico Open (2022)
- Sentry Tournament of Champions (2023)
- Genesis Invitational (2023)
- The Masters Tournament (2023)

### Europese PGA Tour
- Dubai Duty Free Irish Open (2017, 2019)
- DP World Tour Championship (2017, 2019)
- Open de España (2018, 2019, 2022)

### Overige overwinningen
- Hero World Challenge (2018)

## Prestaties en awards
- Mark H. McCormack Medal (2015, 2016)
- Sir Henry Cotton Rookie of the Year - Europese PGA Tour (2017)
- Golfer of the Year - Europese PGA Tour (2019)
- Players' Player of the Year - Europese PGA Tour (2019)
- Player of the Year - PGA Tour (2021)
- Golfer of the Year - Europese PGA Tour (2021)